# Sous-préfecture de Miyake
La sous-préfecture de Miyake (三宅支庁, Miyake shichō) est une sous-division du gouvernement de la préfecture de Tokyo, Japon. La sous-préfecture inclut les îles de l'archipel d'Izu Miyakejima et Mikurajima, correspondant respectivement aux villages de Miyake et Mikurajima.